# NHL Entry Draft 2023
Der NHL Entry Draft 2023 fand am 28. und 29. Juni 2023 in der Bridgestone Arena in Nashville im US-Bundesstaat Tennessee statt. Insgesamt wurden in sieben Runden 224 Spieler ausgewählt.
Der kanadische Center Connor Bedard wurde von den Chicago Blackhawks als First Overall Draft Pick gewählt. Ihm folgten der Schwede Leo Carlsson für die Anaheim Ducks sowie Adam Fantilli für die Columbus Blue Jackets. Derweil wurde David Reinbacher auf Position fünf von den Canadiens de Montréal gewählt und daher gemeinsam mit Thomas Vanek (2003) zum am höchsten gedrafteten Österreicher.

## Verfügbare Spieler
Alle Spieler, die zwischen dem 1. Januar 2003 und dem 15. September 2005 geboren wurden, waren für den Draft verfügbar. Zusätzlich waren alle ungedrafteten, nicht-nordamerikanischen Spieler über 20 für den Draft zugelassen. Ebenso waren diejenigen Spieler verfügbar, die beim NHL Entry Draft 2021 gewählt wurden und bis zum Zeitpunkt des Entry Draft 2023 keinen Einstiegsvertrag bei ihrem ursprünglichen Draftverein unterschrieben hatten.

## Draft-Reihenfolge

### Lotterie
Legende: Erstes Wahlrecht  Zweites Wahlrecht
| Nr. | Team                  | Chance |
| 1.  | Anaheim Ducks         | 25,5 % |
| 2.  | Columbus Blue Jackets | 13,5 % |
| 3.  | Chicago Blackhawks    | 11,5 % |
| 4.  | San Jose Sharks       | 9,5 %  |
| 5.  | Canadiens de Montréal | 8,5 %  |
| 6.  | Arizona Coyotes       | 7,5 %  |

| Nr. | Team                | Chance |
| 7.  | Philadelphia Flyers | 6,5 %  |
| 8.  | Washington Capitals | 6,0 %  |
| 9.  | Detroit Red Wings   | 5,0 %  |
| 10. | St. Louis Blues     | 3,5 %  |
| 11. | Vancouver Canucks   | 3,0 %  |

Die Draft-Reihenfolge aller Teams, die in der Saison 2022/23 die Playoffs verpassten, wurde durch die Draft-Lotterie bestimmt. Diese wurde am 8. Mai 2023 mit den im Vorjahr eingeführten Änderungen durchgeführt, das heißt effektiv, dass zwei Teams ausgelost wurden, die jeweils maximal zehn Ränge aufsteigen konnten. Die Tabelle zeigt die jeweiligen Wahrscheinlichkeiten für den Gewinn des ersten Wahlrechts. Die Chicago Blackhawks bekamen das erste Wahlrecht zugelost und stiegen somit zwei Plätze auf, während die Anaheim Ducks die zweite Lotterie gewannen und somit insgesamt einen Platz abstiegen.
Die Draft-Reihenfolge der 16 Playoff-Teilnehmer stand nach dem Stanley-Cup-Finale fest. Der Stanley-Cup-Sieger wurde auf Position 32, der Finalgegner auf Position 31 gesetzt. Auf den Positionen 29 und 30 wurden die im Halbfinale ausgeschiedenen Teams einsortiert. Die restlichen Playoff-Mannschaften wurden anhand ihres Tabellenstandes in der regulären Saison gesetzt. Dabei galt, dass die Mannschaft mit den wenigsten Punkten auf Position 17 steht. Die Draft-Reihenfolge gilt für alle Runden des Entry Draft, die Lotterie veränderte somit nur die Reihenfolge der ersten Wahlrunde. Zudem können die Mannschaften über Transfers Wahlrechte anderer Teams erwerben sowie eigene an andere Mannschaften abgeben.

### Transfers von Erstrunden-Wahlrechten
| Datum              | Von                   | Zu                    | Anmerkung |
| ------------------ | --------------------- | --------------------- | --- |
| 16. März 2022      | Florida Panthers      | Canadiens de Montréal | Die Florida Panthers erhielten Ben Chiarot und sandten im Gegenzug Ty Smilanic, ein konditionales Erstrunden-Wahlrecht im Draft 2022 oder 2023 sowie ein Viertrunden-Wahlrecht im Draft 2022 nach Montréal. Aus dem Erstrunden-Wahlrecht für 2022 sollte eines für 2023 werden, falls es sich im Draft 2022 nicht unter den ersten zehn Plätzen befindet, was sich erfüllte. |
| 18. März 2022      | Tampa Bay Lightning   | Chicago Blackhawks    | Die Tampa Bay Lightning erhielten Brandon Hagel sowie je ein Viertrunden-Wahlrecht für die Drafts 2022 und 2024 und sandten im Gegenzug Boris Katchouk, Taylor Raddysh, das (zu diesem Zeitpunkt konditionale) Erstrunden-Wahlrecht sowie ein weiteres konditionales Erstrunden-Wahlrecht für den Draft 2024 nach Chicago. Das Wahlrecht war Top-10-geschützt, hätte sich also um zwei Jahre nach hinten verschoben, falls es sich unter den ersten zehn Positionen befunden hätte, was jedoch nicht geschah. |
| 19. September 2022 | Dallas Stars          | New York Rangers      | Die Dallas Stars erhielten Nils Lundkvist und sandten im Gegenzug das (zu diesem Zeitpunkt konditionale) Erstrunden-Wahlrecht sowie ein Viertrunden-Wahlrecht im Draft 2025 nach New York. Das Wahlrecht war Top-10-geschützt, hätte sich also um ein Jahr nach hinten verschoben, falls es sich unter den ersten zehn Positionen befunden hätte, was jedoch nicht geschah. |
| 30. Januar 2023    | New York Islanders    | Vancouver Canucks     | Die New York Islanders erhielten Bo Horvat und sandten im Gegenzug Anthony Beauvillier, Aatu Räty sowie das (zu diesem Zeitpunkt konditionale) Erstrunden-Wahlrecht nach Vancouver. Das Wahlrecht war Top-12-geschützt, hätte sich also um ein Jahr nach hinten verschoben, falls es sich unter den ersten zwölf Positionen befunden hätte, was jedoch nicht geschah. |
| 9. Februar 2023    | New York Rangers      | St. Louis Blues       | Die New York Rangers erhielten Wladimir Tarassenko sowie Niko Mikkola und sandten im Gegenzug Samuel Blais, Hunter Skinner, ein konditionales Erstrunden-Wahlrecht sowie ein konditionales Viertrunden-Wahlrecht im Draft 2024 nach St. Louis. Die Blues sollten dabei das niedrige der beiden Erstrunden-Wahlrechte erhalten, die New York zu diesem Zeitpunkt besaß, was letztlich das der Dallas Stars (Position 29) wurde. |
| 17. Februar 2023   | Toronto Maple Leafs   | St. Louis Blues       | In einem „Three-Way-Trade“, an dem drei Teams und somit neben Toronto und St. Louis auch die Minnesota Wild beteiligt waren, wechselte letztlich unter anderem Ryan O’Reilly nach Toronto, während St. Louis das Erstrunden-Wahlrecht erhielt. |
| 23. Februar 2023   | Boston Bruins         | Washington Capitals   | In einem „Three-Way-Trade“, an dem drei Teams und somit neben Boston und Washington auch die Minnesota Wild beteiligt waren, wechselte letztlich unter anderem Dmitri Orlow nach Boston, während Washington das Erstrunden-Wahlrecht erhielt. |
| 26. Februar 2023   | New Jersey Devils     | San Jose Sharks       | Die New Jersey Devils erhielten Timo Meier, Scott Harrington, Santeri Hatakka, Timur Ibragimow, Zachary Émond sowie ein Fünftrunden-Wahlrecht im Draft 2024 und sandten im Gegenzug Fabian Zetterlund, Andreas Johnsson, Schakir Muchamadullin, Nikita Ochotjuk, das (zu diesem Zeitpunkt konditionale) Erstrunden-Wahlrecht, ein konditionales Zweitrunden-Wahlrecht für den Draft 2024 sowie ein Siebtrunden-Wahlrecht für den Draft 2024 nach San Jose. Das Wahlrecht war Top-10-geschützt, hätte sich also um ein Jahr nach hinten verschoben, falls es sich unter den ersten zehn Positionen befunden hätte, was jedoch nicht geschah. |
| 28. Februar 2023   | Edmonton Oilers       | Nashville Predators   | Die Edmonton Oilers erhielten Mattias Ekholm sowie ein Sechstrunden-Wahlrecht im Draft 2024 und sandten im Gegenzug Tyson Barrie, Reid Schaefer, das Erstrunden-Wahlrecht sowie ein Viertrunden-Wahlrecht im Draft 2024 nach Nashville. |
| 28. Februar 2023   | Washington Capitals   | Toronto Maple Leafs   | Die Washington Capitals erhielten Rasmus Sandin und sandten im Gegenzug Erik Gustafsson sowie das Erstrunden-Wahlrecht der Boston Bruins nach Toronto. |
| 1. März 2023       | Ottawa Senators       | Arizona Coyotes       | Die Ottawa Senators erhielten Jakob Chychrun und sandten im Gegenzug das (zu diesem Zeitpunkt konditionale) Erstrunden-Wahlrecht, ein konditionales Zweitrunden-Wahlrecht im Draft 2024 sowie ein Zweitrunden-Wahlrecht im Draft 2026 nach Arizona. Das Erstrunden-Wahlrecht war Top-5-geschützt, hätte sich also um ein Jahr nach hinten verschoben, falls es sich unter den ersten fünf Positionen befunden hätte, was jedoch nicht geschah. |
| 1. März 2023       | Vancouver Canucks     | Detroit Red Wings     | Die Vancouver Canucks erhielten Filip Hronek sowie ein Viertrunden-Wahlrecht im Draft 2023 und sandten im Gegenzug das (zu diesem Zeitpunkt konditionale) Erstrunden-Wahlrecht der New York Islanders sowie ein Zweitrunden-Wahlrecht im Draft 2023 nach Detroit. Die Bedingung für das Erstrunden-Wahlrecht blieb dabei die gleiche wie im ursprünglichen Trade mit den Islanders. |
| 1. März 2023       | Los Angeles Kings     | Columbus Blue Jackets | Die Los Angeles Kings erhielten Joonas Korpisalo und Wladislaw Gawrikow und sandten im Gegenzug Jonathan Quick, das (zu diesem Zeitpunkt konditionale) Erstrunden-Wahlrecht sowie ein Drittrunden-Wahlrecht im Draft 2024 nach Columbus. Das Erstrunden-Wahlrecht sollten die Blue Jackets erhalten, falls die Kings die Stanley-Cup-Playoffs 2023 erreichen, was sich erfüllte. |
| 6. Juni 2023       | Columbus Blue Jackets | Philadelphia Flyers   | In einem „Three-Way-Trade“, an dem drei Teams und somit neben Columbus und Philadelphia auch die Los Angeles Kings beteiligt waren, wechselte letztlich unter anderem Iwan Proworow nach Columbus, während Philadelphia das Erstrunden-Wahlrecht erhielt, das ursprünglich den LA Kings gehörte. |
| 27. Juni 2023      | Canadiens de Montréal | Colorado Avalanche    | Die Canadiens de Montréal erhielten Alex Newhook und sandten im Gegenzug Gianni Fairbrother, das Erstrunden-Wahlrecht der Florida Panthers sowie ein Zweitrunden-Wahlrecht im Draft 2023 nach Colorado. |

## Rankings
Die Final Rankings der NHL Central Scouting Services vom 18. April 2023 sowie das mehrere externe Ranglisten vereinende Consolidated Ranking von eliteprospects.com mit den vielversprechendsten Talenten für den NHL Entry Draft 2023:
| Rang | Feldspieler Nordamerika | Pos. | Feldspieler Europa   | Pos. |
| ---- | ----------------------- | ---- | -------------------- | ---- |
| 1    | Connor Bedard           | C    | Leo Carlsson         | C    |
| 2    | Adam Fantilli           | C    | Matwei Mitschkow     | RW   |
| 3    | Will Smith              | C    | Dalibor Dvorský      | C    |
| 4    | Matthew Wood            | RW   | Eduard Šalé          | LW   |
| 5    | Ryan Leonard            | RW   | David Reinbacher     | D    |
| 6    | Zach Benson             | LW   | Otto Stenberg        | C    |
| 7    | Nate Danielson          | C    | Axel Sandin Pellikka | D    |
| 8    | Oliver Moore            | C    | Lenni Hämeenaho      | RW   |
| 9    | Samuel Honzek           | LW   | Daniil But           | LW   |
| 10   | Gabriel Perrault        | RW   | Michail Guljajew     | D    |

| Rang | Torhüter Nordamerika | Torhüter Europa    |
| ---- | -------------------- | ------------------ |
| 1    | Carson Bjarnason     | Alexander Hellnemo |
| 2    | Michael Hrabal       | Juha Jatkola       |
| 3    | Trey Augustine       | Ian Blomquist      |

| Rang | Spieler              | Pos. |
| ---- | -------------------- | ---- |
| 1    | Connor Bedard        | C    |
| 2    | Adam Fantilli        | C    |
| 3    | Leo Carlsson         | C    |
| 4    | Matwei Mitschkow     | RW   |
| 5    | Will Smith           | C    |
| 6    | Zach Benson          | LW   |
| 7    | Ryan Leonard         | RW   |
| 8    | Dalibor Dvorský      | C    |
| 9    | Oliver Moore         | C    |
| 10   | Axel Sandin Pellikka | D    |

## Draftergebnis
| Inhaltsverzeichnis Runde 1 \| Runde 2 \| Runde 3 \| Runde 4 \| Runde 5 \| Runde 6 \| Runde 7 |

### Runde 1
| #   | Spieler              | Nationalität       | Position | NHL-Team                                                              | College-/Junioren-/Profi-Team          |
| --- | -------------------- | ------------------ | -------- | --------------------------------------------------------------------- | -------------------------------------- |
| 1.  | Connor Bedard        | Kanada             | C        | Chicago Blackhawks                                                    | Regina Pats (WHL)                      |
| 2.  | Leo Carlsson         | Schweden           | C        | Anaheim Ducks                                                         | Örebro HK (SHL)                        |
| 3.  | Adam Fantilli        | Kanada             | C        | Columbus Blue Jackets                                                 | Michigan Wolverines (NCAA)             |
| 4.  | Will Smith           | Vereinigte Staaten | C        | San Jose Sharks                                                       | USA Hockey NTDP (USHL)                 |
| 5.  | David Reinbacher     | Osterreich         | D        | Canadiens de Montréal                                                 | EHC Kloten (National League)           |
| 6.  | Dmitri Simaschew     | Russland           | D        | Arizona Coyotes                                                       | Lokomotive Jaroslawl (KHL)             |
| 7.  | Matwei Mitschkow     | Russland           | RW       | Philadelphia Flyers                                                   | SKA Sankt Petersburg (KHL)             |
| 8.  | Ryan Leonard         | Vereinigte Staaten | RW       | Washington Capitals                                                   | USA Hockey NTDP (USHL)                 |
| 9.  | Nate Danielson       | Kanada             | C        | Detroit Red Wings                                                     | Brandon Wheat Kings (WHL)              |
| 10. | Dalibor Dvorský      | Slowakei           | C        | St. Louis Blues                                                       | AIK Ishockey (Allsvenskan)             |
| 11. | Tom Willander        | Schweden           | D        | Vancouver Canucks                                                     | Rögle BK (SHL)                         |
| 12. | Daniil But           | Russland           | LW       | Arizona Coyotes (von Ottawa Senators)                                 | Lokomotive Jaroslawl (KHL)             |
| 13. | Zach Benson          | Kanada             | LW       | Buffalo Sabres                                                        | Winnipeg Ice (WHL)                     |
| 14. | Brayden Yager        | Kanada             | C        | Pittsburgh Penguins                                                   | Moose Jaw Warriors (WHL)               |
| 15. | Matthew Wood         | Kanada             | RW       | Nashville Predators                                                   | University of Connecticut (NCAA)       |
| 16. | Samuel Honzek        | Slowakei           | LW       | Calgary Flames                                                        | Vancouver Giants (WHL)                 |
| 17. | Axel Sandin Pellikka | Schweden           | D        | Detroit Red Wings (von New York Islanders via Vancouver Canucks)      | Skellefteå AIK (SHL)                   |
| 18. | Colby Barlow         | Kanada             | LW       | Winnipeg Jets                                                         | Owen Sound Attack (OHL)                |
| 19. | Oliver Moore         | Vereinigte Staaten | C        | Chicago Blackhawks (von Tampa Bay Lightning)                          | USA Hockey NTDP (USHL)                 |
| 20. | Eduard Šalé          | Tschechien         | LW       | Seattle Kraken                                                        | HC Kometa Brno (tschech. Extraliga)    |
| 21. | Charlie Stramel      | Vereinigte Staaten | C        | Minnesota Wild                                                        | University of Wisconsin–Madison (NCAA) |
| 22. | Oliver Bonk          | Kanada             | D        | Philadelphia Flyers (von Los Angeles Kings via Columbus Blue Jackets) | London Knights (OHL)                   |
| 23. | Gabriel Perreault    | Vereinigte Staaten | RW       | New York Rangers                                                      | USA Hockey NTDP (USHL)                 |
| 24. | Tanner Molendyk      | Kanada             | D        | Nashville Predators (von Edmonton Oilers)                             | Saskatoon Blades (WHL)                 |
| 25. | Otto Stenberg        | Schweden           | C        | St. Louis Blues (von Toronto Maple Leafs)                             | Frölunda HC (SHL)                      |
| 26. | Quentin Musty        | Vereinigte Staaten | LW       | San Jose Sharks (von New Jersey Devils)                               | Sudbury Wolves (OHL)                   |
| 27. | Calum Ritchie        | Kanada             | C        | Colorado Avalanche                                                    | Oshawa Generals (OHL)                  |
| 28. | Easton Cowan         | Kanada             | RW       | Toronto Maple Leafs (von Boston Bruins via Washington Capitals)       | London Knights (OHL)                   |
| 29. | Theo Lindstein       | Schweden           | D        | St. Louis Blues (von Dallas Stars via New York Rangers)               | Brynäs IF (SHL)                        |
| 30. | Bradly Nadeau        | Kanada             | LW       | Carolina Hurricanes                                                   | Penticton Vees (BCHL)                  |
| 31. | Michail Guljajew     | Russland           | D        | Colorado Avalanche (von Florida Panthers via Canadiens de Montréal)   | HK Awangard Omsk (KHL)                 |
| 32. | David Edstrom        | Schweden           | C        | Vegas Golden Knights                                                  | Frölunda HC (SHL)                      |

### Runde 2
| #   | Spieler               | Nationalität       | Position | NHL-Team                                                               | College-/Junioren-/Profi-Team           |
| --- | --------------------- | ------------------ | -------- | ---------------------------------------------------------------------- | --------------------------------------- |
| 33. | Nico Myatovic         | Kanada             | LW       | Anaheim Ducks                                                          | Seattle Thunderbirds (WHL)              |
| 34. | Gavin Brindley        | Vereinigte Staaten | C        | Columbus Blue Jackets                                                  | Michigan Wolverines (NCAA)              |
| 35. | Adam Gajan            | Slowakei           | G        | Chicago Blackhawks                                                     | Green Bay Gamblers (USHL)               |
| 36. | Kasper Halttunen      | Finnland           | RW       | San Jose Sharks                                                        | HIFK Helsinki (Liiga)                   |
| 37. | Ethan Gauthier        | Kanada             | RW       | Tampa Bay Lightning (von Canadiens de Montréal via Colorado Avalanche) | Sherbrooke Phoenix (LHJMQ)              |
| 38. | Michael Hrabal        | Tschechien         | G        | Arizona Coyotes                                                        | Omaha Lancers (USHL)                    |
| 39. | Anton Wahlberg        | Schweden           | C        | Buffalo Sabres (von Philadelphia Flyers)                               | Malmö Redhawks (SHL)                    |
| 40. | Andrew Cristall       | Kanada             | LW       | Washington Capitals                                                    | Kelowna Rockets (WHL)                   |
| 41. | Trey Augustine        | Vereinigte Staaten | G        | Detroit Red Wings                                                      | Michigan State University (NCAA)        |
| 42. | Andrew Gibson         | Kanada             | D        | Detroit Red Wings (von St. Louis Blues)                                | Sault Ste. Marie Greyhounds (OHL)       |
| 43. | Felix Nilsson         | Schweden           | C        | Nashville Predators (von Vancouver Canucks via Detroit Red Wings)      | Rögle BK (SHL)                          |
| 44. | Roman Kanzerow        | Russland           | RW       | Chicago Blackhawks (von Ottawa Senators)                               | HK Metallurg Magnitogorsk (KHL)         |
| 45. | Maxim Štrbák          | Slowakei           | D        | Buffalo Sabres                                                         | Sioux Falls Stampede (USHL)             |
| 46. | Kalan Lind            | Kanada             | LW       | Nashville Predators (von Pittsburgh Penguins)                          | Red Deer Rebels (WHL)                   |
| 47. | Brady Cleveland       | Vereinigte Staaten | D        | Detroit Red Wings (von Nashville Predators)                            | USA Hockey NTDP (USHL)                  |
| 48. | Étienne Morin         | Kanada             | D        | Calgary Flames                                                         | Moncton Wildcats (LHJMQ)                |
| 49. | Danny Nelson          | Vereinigte Staaten | C        | New York Islanders                                                     | USA Hockey NTDP (USHL)                  |
| 50. | Carson Rehkopf        | Kanada             | LW       | Seattle Kraken (von Winnipeg Jets via Washington Capitals)             | Kitchener Rangers (OHL)                 |
| 51. | Carson Bjarnason      | Kanada             | G        | Philadelphia Flyers (von Tampa Bay Lightning via Chicago Blackhawks)   | Brandon Wheat Kings (WHL)               |
| 52. | Oscar Fisker Mølgaard | Danemark           | C        | Seattle Kraken                                                         | HV71 (SHL)                              |
| 53. | Rasmus Kumpulainen    | Finnland           | C        | Minnesota Wild                                                         | Pelicans Lahti U20 (U20 SM-sarja)       |
| 54. | Jakub Dvořák          | Tschechien         | D        | Los Angeles Kings                                                      | Bílí Tygři Liberec (tschech. Extraliga) |
| 55. | Martin Mišiak         | Slowakei           | RW       | Chicago Blackhawks (von New York Rangers)                              | Youngstown Phantoms (USHL)              |
| 56. | Beau Akey             | Kanada             | D        | Edmonton Oilers                                                        | Barrie Colts (OHL)                      |
| 57. | Lukas Dragicevic      | Kanada             | D        | Seattle Kraken (von Toronto Maple Leafs)                               | Tri-City Americans (WHL)                |
| 58. | Lenni Hämeenaho       | Finnland           | RW       | New Jersey Devils                                                      | Ässät Pori (Liiga)                      |
| 59. | Carey Terrance        | Vereinigte Staaten | C        | Anaheim Ducks (von Colorado Avalanche)                                 | Erie Otters (OHL)                       |
| 60. | Damian Clara          | Italien            | G        | Anaheim Ducks (von Boston Bruins)                                      | Färjestad BK U20 (J20 SuperElit)        |
| 61. | Tristan Bertucci      | Kanada             | D        | Dallas Stars                                                           | Flint Firebirds (OHL)                   |
| 62. | Felix Unger Sörum     | Schweden           | RW       | Carolina Hurricanes                                                    | Leksands IF (SHL)                       |
| 63. | Gracyn Sawchyn        | Kanada             | C        | Florida Panthers                                                       | Seattle Thunderbirds (WHL)              |
| 64. | Riley Heidt           | Kanada             | C        | Minnesota Wild (von Vegas Golden Knights via Buffalo Sabres)           | Prince George Cougars (WHL)             |

### Runde 3
| #   | Spieler            | Nationalität       | Position | NHL-Team                                                                                            | College-/Junioren-/Profi-Team               |
| --- | ------------------ | ------------------ | -------- | --------------------------------------------------------------------------------------------------- | ------------------------------------------- |
| 65. | Coulson Pitre      | Kanada             | RW       | Anaheim Ducks                                                                                       | Flint Firebirds (OHL)                       |
| 66. | William Whitelaw   | Vereinigte Staaten | RW       | Columbus Blue Jackets                                                                               | Youngstown Phantoms (USHL)                  |
| 67. | Nick Lardis        | Kanada             | LW       | Chicago Blackhawks                                                                                  | Hamilton Bulldogs (OHL)                     |
| 68. | Jesse Kiiskinen    | Finnland           | RW       | Nashville Predators (von San Jose Sharks)                                                           | Pelicans Lahti (Liiga)                      |
| 69. | Jacob Fowler       | Vereinigte Staaten | G        | Canadiens de Montréal                                                                               | Youngstown Phantoms (USHL)                  |
| 70. | Jonathan Castagna  | Kanada             | C        | Arizona Coyotes                                                                                     | St. Andrew’s College (Canadian High School) |
| 71. | Brandon Svoboda    | Vereinigte Staaten | C        | San Jose Sharks (von Philadelphia Flyers via Carolina Hurricanes)                                   | Youngstown Phantoms (USHL)                  |
| 72. | Noel Nordh         | Schweden           | LW       | Arizona Coyotes (von Washington Capitals)                                                           | Brynäs IF (SHL)                             |
| 73. | Noah Dower Nilsson | Schweden           | LW       | Detroit Red Wings                                                                                   | Frölunda HC (SHL)                           |
| 74. | Quinton Burns      | Kanada             | D        | St. Louis Blues                                                                                     | Kingston Frontenacs (OHL)                   |
| 75. | Hunter Brzustewicz | Vereinigte Staaten | D        | Vancouver Canucks                                                                                   | Kitchener Rangers (OHL)                     |
| 76. | Juraj Pekarčík     | Slowakei           | LW       | St. Louis Blues (von Ottawa Senators via Toronto Maple Leafs)                                       | HK Nitra (slowak. Extraliga)                |
| 77. | Mathieu Cataford   | Kanada             | C        | Vegas Golden Knights (von Buffalo Sabres)                                                           | Halifax Mooseheads (LHJMQ)                  |
| 78. | Koehn Ziemmer      | Kanada             | RW       | Los Angeles Kings (von Pittsburgh Penguins)                                                         | Prince George Cougars (WHL)                 |
| 79. | Brad Gardiner      | Kanada             | C        | Dallas Stars (von Nashville Predators)                                                              | Ottawa 67’s (OHL)                           |
| 80. | Aidar Sunijew      | Russland           | LW       | Calgary Flames (von Calgary Flames via Seattle Kraken, Columbus Blue Jackets und New Jersey Devils) | Penticton Vees (BCHL)                       |
| 81. | Tanner Ludtke      | Vereinigte Staaten | C        | Arizona Coyotes (von Calgary Flames via New York Islanders)                                         | Lincoln Stars (USHL)                        |
| 82. | Zach Nehring       | Vereinigte Staaten | RW       | Winnipeg Jets                                                                                       | Shattuck St. Mary’s (US High School)        |
| 83. | Dylan Mackinnon    | Kanada             | D        | Nashville Predators (von Tampa Bay Lightning)                                                       | Halifax Mooseheads (LHJMQ)                  |
| 84. | Caden Price        | Kanada             | D        | Seattle Kraken                                                                                      | Kelowna Rockets (WHL)                       |
| 85. | Jahor Sidarau      | Belarus            | RW       | Anaheim Ducks (von Minnesota Wild)                                                                  | Saskatoon Blades (WHL)                      |
| 86. | Gavin McCarthy     | Vereinigte Staaten | D        | Buffalo Sabres (von Los Angeles Kings)                                                              | Muskegon Lumberjacks (USHL)                 |
| 87. | Jegor Sawragin     | Russland           | G        | Philadelphia Flyers (von New York Rangers)                                                          | HK Jugra Chanty-Mansijsk (VHL)              |
| 88. | Wadsim Maros       | Belarus            | RW       | Arizona Coyotes (von Edmonton Oilers)                                                               | HK Dinamo Minsk (KHL)                       |
| 89. | Sawyer Mynio       | Kanada             | D        | Vancouver Canucks (von Toronto Maple Leafs)                                                         | Seattle Thunderbirds (WHL)                  |
| 90. | Drew Fortescue     | Vereinigte Staaten | D        | New York Rangers (von New Jersey Devils via Pittsburgh Penguins)                                    | Ässät Pori (Liiga)                          |
| 91. | Emil Pieniniemi    | Finnland           | D        | Pittsburgh Penguins (von Colorado Avalanche via New York Rangers)                                   | Kärpät Oulu (Liiga)                         |
| 92. | Christopher Pelosi | Vereinigte Staaten | C        | Boston Bruins                                                                                       | Sioux Falls Stampede (USHL)                 |
| 93. | Jiří Felcman       | Tschechien         | C        | Chicago Blackhawks (von Dallas Stars via Arizona Coyotes)                                           | SCL Tigers U20 (Schweiz U20)                |
| 94. | Jayden Perron      | Kanada             | RW       | Carolina Hurricanes (von Carolina Hurricanes via San Jose Sharks)                                   | Chicago Steel (USHL)                        |
| 95. | Denver Barkey      | Kanada             | C        | Philadelphia Flyers (von Florida Panthers)                                                          | London Knights (OHL)                        |
| 96. | Arttu Kärki        | Finnland           | D        | Vegas Golden Knights                                                                                | Tappara Tampere U20 (U20 SM-sarja)          |

### Runde 5
| #    | Spieler        | Nationalität | Position | NHL-Team          | College-/Junioren-/Profi-Team |
| ---- | -------------- | ------------ | -------- | ----------------- | ----------------------------- |
| 147. | Kevin Bicker   | Deutschland  | LW       | Detroit Red Wings | Adler Mannheim (DEL)          |
| 157. | Arno Tiefensee | Deutschland  | G        | Dallas Stars      | Adler Mannheim (DEL)          |